# Liste des maires de Chamonix-Mont-Blanc

## Les deux derniers maires

### Michel Charlet
Élu le 13 mars 1983, Michel Charlet qui avait été directeur de la Caisse d'épargne de Chamonix-Mont-Blanc puis assureur, reste maire de Chamonix durant 25 ans jusqu'au 16 mars 2008. Il termine son dernier mandat, particulièrement affecté par la mise en examen dont il fut l'objet à la suite de l'incendie du tunnel du Mont-Blanc : condamné en première instance, il est relaxé en appel le 14 juin 2007.

### Éric Fournier

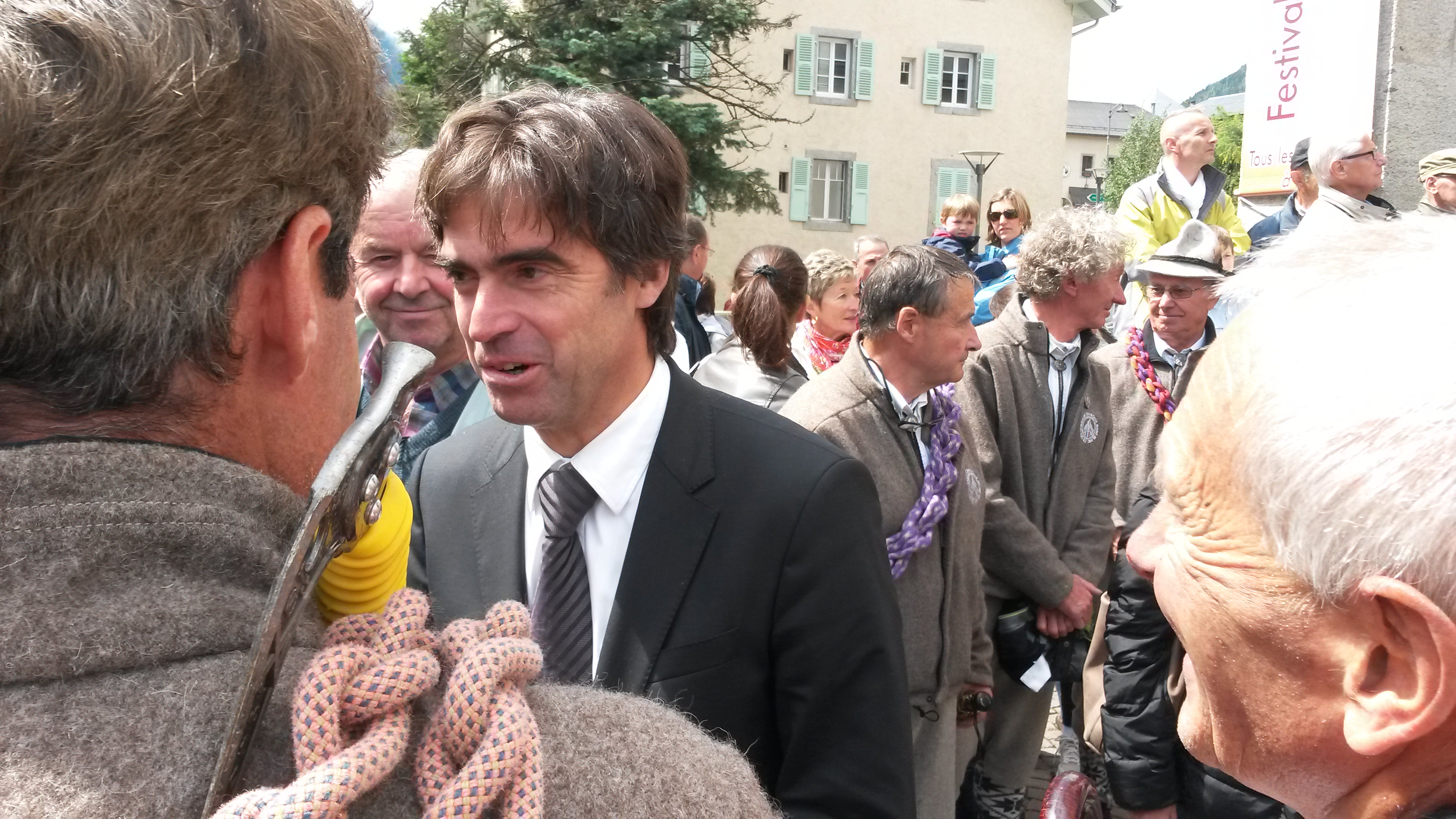
Éric Fournier à la sortie de la messe célébrée en la fête de l'Assomption le vendredi 15 août 2014.

Éric Fournier, né à Chamonix-Mont-Blanc le 13 avril 1965 , est le maire de Chamonix-Mont-Blanc (élu au conseil municipal en 1995 et réélu en 2001, 2008, 2014 et 2020). Il fut l'adjoint de Michel Charlet.
Fils de Roger Fournier, cristallier et guide de haute montagne, il est marié et père de deux enfants[réf. nécessaire]. Éric Fournier est diplômé de l’Institut d'études politiques de Grenoble, « section politique ». Il a ensuite poursuivi ses études par un DESS d'urbanisme, puis par un diplôme de la Faculté des sciences économiques et sociales de l'université de Genève en gestion des entreprises[réf. nécessaire]. Membre de l’UDF jusqu'à la transformation de ce parti en MoDem, il adhère alors au Nouveau Centre et soutient Jean-Louis Borloo lorsque celui-ci fonde l'UDI[réf. nécessaire]. Il est de 1997 à 2002 le suppléant de Michel Meylan, député de Haute-Savoie. Il est élu en 1998 au conseil régional de Rhône-Alpes, il en est le vice-président de 1999 à 2004, chargé de l’organisation des transports régionaux et des technologies de l'information et de la communication (TIC)[réf. nécessaire]. Il est réélu aux régionales de 2004, puis en 2010 et en décembre 2015, dans le cadre de la nouvelle région Auvergne Rhône-Alpes[réf. nécessaire]. À l'issue de ces dernières, il est élu 4° vice-président, délégué à l'environnement, au développement durable et à l'énergie[réf. nécessaire].
Il a présidé l’établissement public de coopération intercommunale SIVOM Pays du Mont-Blanc de 2001 à 2008. Depuis décembre 2009, il préside la communauté de communes de la vallée de Chamonix Mont-Blanc (communes de Chamonix-Mont-Blanc, Les Houches, Servoz, Vallorcine).
Il est depuis 2008 vice-président de la conférence transfrontalière Mont-Blanc (actuellement présidée par la ministre de l'Écologie et du Développement durable, Ségolène Royal), entité qui rassemble les collectivités territoriales suisses, italiennes et françaises autour du toit de l'Europe, et qui a approuvé en 2014 une "Stratégie pour le Mont Blanc" proposant un cadre d'action concerté en matière d'aménagement et de développement durable pour le massif.
Éric Fournier soutient le projet de classement du Mont-Blanc au Patrimoine mondial de l'UNESCO, projet lancé par Jean-Louis Borloo. Il est très engagé dans la mise en œuvre de politiques territoriales visant à une meilleure reconnaissance des spécificités de la montagne française (urbanisme, environnement, services publics) .[réf. nécessaire]

## Liste des maires
La liste des maires est connue depuis 1908.
| Période          | Période          | Identité          | Étiquette    | Qualité                                                       |
| ---------------- | ---------------- | ----------------- | ------------ | ------------------------------------------------------------- |
| 1888             | 1901             | Paul Payot        | ...          | Banquier                                                      |
| 1901             | 1908             | Édouard Simond    | ...          | Hôtelier                                                      |
| 1908             | 1920             | Jules Bossoney    | ...          | Hôtelier                                                      |
| 1920             | 1935             | Jules Lavaivre    | ...          | Hôtelier                                                      |
| 1935             | 1940             | Denis Bernardet   | ...          | Ingénieur                                                     |
| 1940             | 18 novembre 1940 | Charles Savine    | ...          | Nommé par le Préfet                                           |
| 18 novembre 1940 | 5 avril 1941     | Jacques Marteaux  | ...          | Nommé par la délégation municipale                            |
| 5 avril 1941     | 1941             | Gabriel Dupré     | ...          | Pharmacien                                                    |
| 1941             | août 1944        | Henri Fournier    | ...          | Nommé par le sous-préfet                                      |
| août 1944        | 10 juin 1945     | Jules Devouassoud | ...          | Nommé par la délégation spéciale                              |
| 10 juin 1945     | 19 octobre 1947  | Jules Devouassoud | ...          | ...                                                           |
| 19 octobre 1947  | 7 mai 1953       | Jean Ravanel      | ...          | Conseiller d'État                                             |
| 7 mai 1953       | 15 mars 1959     | Paul Payot        | DVD          | ...                                                           |
| 15 mars 1959     | 28 mars 1965     | Raoul Lanet       | ...          | Receveur des contributions indirectes                         |
| 28 mars 1965     | 1968             | Paul Payot        | DVD          | Homme de lettres Conseiller général de Chamonix (1964 → 1976) |
| 1968             | 20 mars 1977     | Maurice Herzog    | UDR puis RPR | Alpiniste, homme politique                                    |
| 20 mars 1977     | 13 mars 1983     | Christian Couttet | SE-DVD       | Avocat                                                        |
| 13 mars 1983     | 16 mars 2008     | Michel Charlet    | DVD          | Assureur                                                      |
| 16 mars 2008     | En cours         | Éric Fournier     | UDI          | Urbaniste, homme politique                                    |

## Pour approfondir